# Chabulina labarinthalis
Chabulina labarinthalis is een vlinder uit de familie van de grasmotten (Crambidae). De wetenschappelijke naam van deze soort is voor het eerst voorgesteld als Bocchoris labarinthalis door George Francis Hampson in een publicatie uit 1912.
De spanwijdte is ongeveer 20 millimeter.
De soort komt voor in Ivoorkust, Nigeria, Kameroen, Congo-Kinshasa, Oeganda, Kenia en Tanzania.